# Ranna (Neuhaus an der Pegnitz)
Ranna (oberfränkisch ebenfalls Ranna) ist ein Gemeindeteil des Marktes Neuhaus an der Pegnitz im Landkreis Nürnberger Land (Mittelfranken, Bayern). Ranna liegt in der Gemarkung Höfen.

## Lage
Die Einöde liegt am rechten Ufer der Pegnitz. Unmittelbar nördlich grenzt das Naturschutzgebiet Pegnitzau zwischen Ranna und Michelfeld an. Ein Anliegerweg führt nach Mosenberg (0,4 km südöstlich).

## Geschichte
In den 1870er Jahren wurde auf dem Gemeindegebiet von Höfen der Bahnhof Ranna errichtet. Der Bahnhof lag an der Bahnstrecke Nürnberg–Cheb. Im Zuge der Gebietsreform in Bayern wurde Ranna am 1. Mai 1978 nach Neuhaus eingegliedert.

### Einwohnerentwicklung
| Jahr      | 001871 | 001885 | 001900 | 001925 | 001950 | 001961 | 001970 | 001987 |
| Einwohner | 0      | 7      | 7      | 31     | 29     | 80     | 3      | *      |
| Häuser    |        | 1      | 2      | 3      | 2      | 9      |        | *      |
| Quelle    | [ 5 ]  | [ 7 ]  | [ 8 ]  | [ 9 ]  | [ 10 ] | [ 11 ] | [ 12 ] | [ 13 ] |